# Stargard (district)
Stargard (powiat stargardzki) is een Pools district (powiat) in de woiwodschap West-Pommeren. De oppervlakte bedraagt 1519,59 km², het inwonertal 57.489 (2014).

## Steden
- Chociwel (Freienwalde in Pommern)
- Dobrzany (Jacobshagen)
- Ińsko (Nörenberg)
- Stargard Szczeciński (Stargard in Pommern)
- Suchań (Zachan)

Stadsdistricten: Szczecin · Koszalin · Świnoujście

Districten:
Białogard · Choszczno · Drawsko Pomorskie · Goleniów · Gryfice · Gryfino · Kamień · Kołobrzeg · Koszalin · Łobez · Myślibórz · Police · Pyrzyce · Sławno · Stargard · Szczecinek · Świdwin · Wałcz

Grootste steden:
Białogard · Goleniów · Gryfino · Kołobrzeg · Koszalin · Police · Stargard · Świnoujście · Szczecin · Szczecinek · Wałcz